# Château de Maffliers
Le château de Maffliers est situé dans le département du Val-d'Oise et la région Île-de-France, dans la commune française de Maffliers.

## Historique
Un très vieux féodal existait à Maffliers depuis le haut Moyen Âge. Nul ne sait avec certitude s’il se trouvait à l’emplacement du château actuel ou s’il était à celui de la ferme seigneuriale. C’était depuis toujours le siège de la châtellenie de Maffliers que Mathieu IV de Montmorency donna à son frère Érard, en 1286 à l’occasion de son mariage. En 1350, il fut partagé en deux par les héritiers de Mathieu : la terre d’un côté, le château de l’autre.
Un recueil de plans, non daté, mais établi sur l’ordre de François de Montmorency (1530 — 1579), montre plusieurs plans du duché de Montmorency et de ses haute et basse forêts. Dans le plan de cette dernière est représenté le château de Maslée. Il s’agit de Maflée, ancienne orthographe pour Maffliers, avec de plus la classique confusion orthographique du S pour le F (s long).
Le château apparaît comme une grande construction en forme de quadrilatère avec ses toits pointus, dans le style Renaissance. Il s’agit probablement d’une vision d’artiste et non d’une stricte figuration de la réalité. L’aspect réel du château apparaît dans le croquis de Lucien Millien. D’après les propos et souvenirs rapportés par les anciens serviteurs de la comtesse de Mérode, la vieille construction féodale aurait fait l’objet d’une rénovation dans le style Renaissance. On peut penser qu’elle eut lieu sous l’impulsion de François de La Fayette qui était l’un des familiers de François Ier.
Elle fut achevée sous le gouvernement de son fils Claude. La partie gauche était la partie la plus ancienne, la partie droite, correspondant à la partie réservée aux domestiques était nommée la « servitude » et fut bâtie par Claude de La Fayette, vers 1550 ; c’est la seule qui subsiste en partie. Vers 1742, un plan fut tracé sur ordre de Geoffroy de Pontcarré, pour le terrier de la baronnie. Il présente le château comme une construction massive. Il était formé par la juxtaposition sur une ligne nord-sud, de cinq corps de bâtiments. En face, au nord-ouest, se trouvaient les communs ; la chapelle, isolée, se dressait au sud-ouest. Le tout formait deux cours distinctes et le plan montre très bien les douves qui entouraient l’ensemble.
Face au village, la partie médiévale était curieusement désalignée, en forme de chevron, avec un avant-corps, en saillie. Les deux tours d’origine qui flanquaient les côtés au Moyen Âge avaient probablement disparu à la Renaissance. L’abbé Collin dit avoir vu arracher les fondations de l’une d’entre elles (à l’occasion de quels travaux ?), qui s’élevait à l’angle sud-ouest. Cela confirme que le château du XVIIIe siècle était bien situé sur l’emplacement du castel féodal. Les douves étaient remplies d’eau provenant d’un petit étang qui se trouve au point le plus élevé du parc, en un endroit nommé le Belvédère. Cet étang existe encore aujourd’hui, mais il est bien envasé.
Plus haut sur la colline, sur la Calotte, comme on disait alors, se trouvait autrefois un moulin à vent qui n’existait plus en 1680 puisqu’il est fait mention de « la butte du moulin à vent bruslé ». Le mur a été bâti avec les débris de ce moulin à vent, et avec ceux de la maison du meunier située quelques pas en dessous. Le moulin, dit l’abbé Collin, avait été brûlé en 1652 par Delacourt, sur l’ordre de dame Jeanne Pastoureau. D’autres sources indiquent qu’il fut brûlé pendant les guerres de la Ligue, par les troupes du roi de Navarre (futur Henri IV) en 1590. L’un n’exclut pas l’autre, car les moulins étaient en bois. Ils devaient probablement être reconstruits par nécessité. L’endroit où se trouvait celui-ci est encore visible de nos jours, dans le parc.
Entre 1780 et 1785, le château fut sérieusement remanié par le marquis de Briqueville mais, semble-t-il, sur le même plan que l’ancien. On ignore s’il s’agit d’une restauration importante ou d’une complète reconstruction.
En 1786, le château fut vendu par la veuve du marquis de Briqueville à Simon Philibert Chrestien des Ruflais. Un château renouvellement rétabli distribué en divers appartements de maître, cuisine, office, écuries, remises, cour, avant-cour, chapelle, logement de concierge, de jardinier et de domestiques, une grande terrasse, parterre, jardin potager et espaliers, le tout contenant 26 arpents avec l’emplacement du château, bâtiment cour et avant-cour et dépendances. Un grand parc joignant le château, contenant 118 arpents plantés en taillis et quelques hautes futaies, ledit parc fermé de murs, percé d’allées et de routes, comprenant 43 arpents qui se sont du domaine de la partie de la seigneurie de Monsoult, acquise de madame Le Rebours.
En 1813, lors de la vente à la duchesse de Talleyrand-Périgord, le château est composé : d’un principal corps de logis élevé d’un rez-de-chaussée et de deux étages au-dessus avec grenier dans les combles. Du côté qui regarde le village, il forme avant-corps au milieu avec deux ailes qui tombent à angle tant soit peu aigu sur l’avant-corps élevé d’un perron. Le tout percé de treize croisées.  De l’autre côté le château est précédé d’une cour plante ; aux deux extrémités sont les pavillons ; il est percé aussi de treize croisées.
À la gauche de cette cour en y entrant, et séparée par un mur d’appui est la cour des écuries, vacheries, et bûcher. Dans cette cour est une citerne, nouvellement construite et recevant les eaux pluviales des combles du château. Cette cour est fermée par un pont, jeté sur un fossé et par une grille donnant sur le parc. En face de cette grille est un bâtiment servant aux remises avec granges et petit colombier et près de celui-ci est un autre bâtiment servant de buanderie et de logement jardinier avec grenier et petit bâtiment attenant. Le parc dans sa totalité contient 144 arpents, soit 49 hectares 19 ares. Dans le parc sont divers pavillons, fabriques, chaumières, pont nouvellement établi dans les jardins près du château, au-dessus d’un chemin creux conduisant au potager.
Louis Doulcet d'Égligny (1756-1839) avait fait déporter vers la vallée, le tracé de la route de Nerville, entre le chemin des Noues et l’entrée du village, ce qui a pour effet d’agrandir le parc aux dépens du pré Balot et de supprimer l’antique place du château qui se trouvait à l’emplacement de la route. Il abandonna le potager du château situé au-dessus du vivier pour le transférer le long de la ferme du château. Il fit percer une route en direction de la sente aux loups (actuelle entrée du Novotel), y installa la maison du concierge (aujourd’hui murée), et créa l’allée des Marronniers.
Les communs du château que nous connaissons aujourd’hui avaient été construits par le marquis de Briqueville, à quelques pas au nord des anciens, qu’il fit probablement raser. Ils furent remaniés par Apolline de Choiseul et transformés en ferme au début du XXe siècle. Leur aspect a peu changé depuis cette époque, comme en témoignent les cartes postales anciennes. Les lieux conservent une vocation animalière et abritent le centre Gens européenne équestre. Un grand abreuvoir aux contours empierrés avait été aménagé pour désaltérer et baigner les chevaux du château. On peut encore le voir le long du chemin des Noues, en contrebas de la route de Nerville. Il ne s’agit plus hélas que d’un marigot, loin de l’aspect originel.
Vers 1888, ce château passa à la comtesse de Mérode, duchesse d’Aremberg, petite-fille du comte Augustin de Talleyrand-Pérignord, prince de Chalais, et femme du Bruxellois Charles de Mérode, prince de Rubempré. Elle détenait aussi le château de Baillet. Les deux propriétés, dont les parcs se touchaient, étaient d’ailleurs reliées directement par le pont d’Arcole qui avait été construit à cet effet. Le château appartint ensuite en usufruit à Jeanne de Mérode, sa fille, puis, en pleine propriété à la famille de La Roche Aymon, issue d’Alix de Mérode, sœur de Jeanne.
Le château avec ses dépendances fut acheté, le 23 septembre 1906, par Georges Alphonse Provôt, banquier, et son épouse Germaine Homberg, ainsi que par Fernand Fourcade, maire de Monsoult et son épouse, Gabrielle Provôt, sœur de Georges. Les terres furent vendues à monsieur Marin, maire de Maffliers, ainsi que le Bois-Carreau. À ce moment, Georges Provôt consulta plusieurs architectes pour étudier l’avenir du château. Le bâtiment ne valait rien et ne méritait, d’après eux, que d’être rasé. À la place, ils proposèrent de construire une villa style canadien comme celle de son beau-frère Fourcade. Provôt voulait conserver « un château », et refusa que le bâtiment soit rasé en totalité. Il en sacrifia néanmoins la plus grande partie, située au nord. À sa place fut plaqué en 1907 le hall d’entrée cubique que tout le monde connaît aujourd’hui et, sur l’ancienne « servitude » autrefois réservée au personnel. Une centaine d’ouvriers besognèrent pour refaire à neuf les sous-sols, les pièces des étages, l’électricité, les charpentes, les toitures, etc.
À sa mort, Georges Provôt laissait trois filles et deux fils, dont Roger qui racheta le château sur licitation le 24 mai 1951. Ce dernier, ancien maire de Maffliers, décéda tragiquement dans un accident de voiture le 4 mai 1962. Le domaine resta alors longtemps à l’abandon. La Caisse des dépôts et consignations acheta le château le 10 novembre 1964, et mit les lieux en réserve foncière, en attendant de leur trouver un emploi. On y tourna quelques films (Les Mohicans de Paris ; Gross Paris ; etc.) puis la chaîne hôtelière Novotel en acquit le bail. Cette dernière fit procéder à la restauration des bâtiments par les architectes Cochin et Lebas.
Du côté des communs, on allongea le château, sur toute sa hauteur, de deux nouvelles travées pour le service des cuisines, incluant un escalier. Il y eut donc une lucarne supplémentaire en toiture. Dans le parc, on ajouta, en juin 1976, une dépendance de 80 chambres, près de l’ancien étang du château. Depuis le 5 septembre 1977, le château accueille les congrès, les séminaires et fêtes familiales, tandis que la partie hôtel contribue au renom touristique de la région. En 1989 furent construits les pavillons bordant l’avenue des Marronniers.
Le 15 avril 2020, vers 5h30 du matin, alors que des travaux de restauration de l'édifice étaient en cours, un incendie s'est déclaré sous les combles. La toiture et les chiens-assis que comportait celle-ci se sont écroulés, et de graves dégâts causés par les eaux ont été recensés,.